# Cold Seep

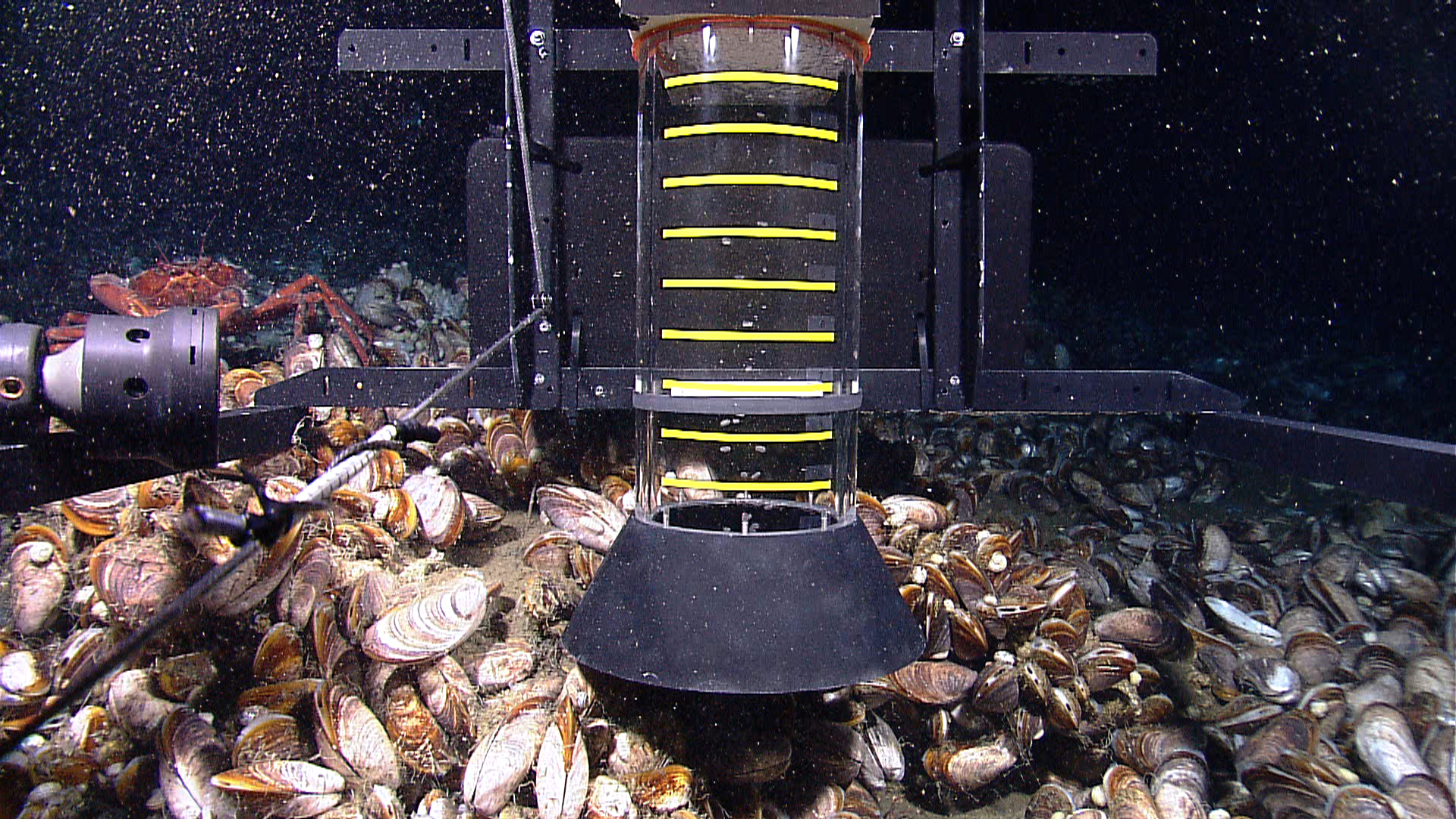
Wissenschaftliche Erforschung einer kalten Methanquelle,
NOAA-Expedition, 2012

Cold seeps, Cold vents, kalte Quellen oder kalte Sickerstellen sind Quellen im Meer, bei denen „kaltes“ Wasser (nicht erwärmt) aus dem Untergrund hervortritt. Demgegenüber kann bei den ebenfalls am Meeresgrund beobachteten hydrothermalen Quellen, darunter den Schwarzen Rauchern, bis zu 400 °C heißes Quellwasser gemessen werden.

## Beschreibung der Haupttypen

### Grundwasser-Quellen
In der Nähe einer Küste kann Süßwasser unter der Wasseroberfläche aus einer Quelle ins Meer austreten. Derartige Quellgebiete befinden sich beispielsweise im Mississippi-Delta und im Niger-Delta.

### Methanquellen
Im Sediment des Meeresbodens und in der darunter liegenden ozeanischen Kruste werden fast zwei Millionen Kubikkilometer Wasser vermutet, die, ausgelöst durch beispielsweise tektonischen Bewegungen des Meeresbodens in einer Subduktionszone, aus dem Untergrund hervorströmen können. Dies geschieht zum Teil im Bereich des Akkretionskeils, einer keilförmigen Anhäufung aufgeschobener Sedimente zu einem kleineren Untersee-Gebirge. Dabei wird aus den ursprünglich sehr wasserhaltigen Sedimenten das Porenwasser herausgedrückt. Zusätzlich kann eine diagenetische Umwandlung von lockerem Sediment zu Sedimentgestein und die Auflösung von Gashydraten Cold Seeps auslösen. An Kontinentalhängen finden sich ebenfalls kalte Quellen, wobei hier das Meerwasser aus tieferliegenden Sedimentschichten stammt.
In diesem Quellwasser sind Stoffe wie beispielsweise Methan und Schwefelwasserstoff gelöst, weshalb an diesen Stellen sogar am Grund der lichtlosen Tiefsee ein ganz auf diese Umgebung abgestimmtes Ökosystem entstehen kann. Hier finden sich beispielsweise Bartwürmer und Muscheln, die in Symbiose mit Bakterien leben. Diese Mikroorganismen können durch Chemosynthese ihre Energie aus jenen Stoffen gewinnen, die im Wasser der Cold seeps gelöst sind. Solche Lebensgemeinschaften können die zum Überleben notwendige Energie, vergleichbar den Biozönosen an Schwarzen Rauchern, direkt aus dem Erdinneren entnehmen und sind damit unabhängig von der Sonnenenergie.
Das Gebiet der kalten Quellen zeichnet sich dadurch aus, dass sich bis zur Calcit- und Aragonit-Kompensationstiefe Calciumcarbonat in Krusten abscheidet und dass Gashydrate gefunden werden können.

### Salzlösung

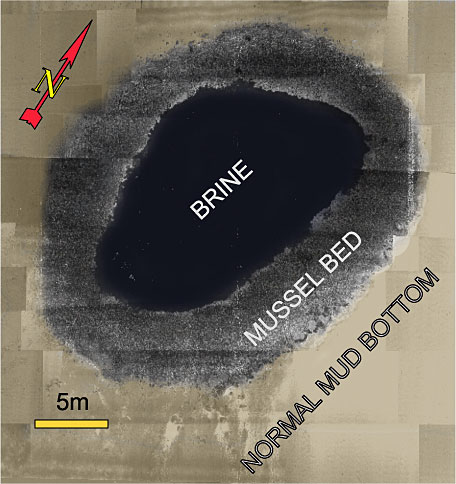
Brine pool im Golf von Mexiko

Durch aufsteigende fossile Salzhorizonte (Salzstock) kann eine Salzlösung (Sole) aus dem Meeresboden hervorquellen (engl.: brine seep). Da Wasser mit einem hohen Salzgehalt schwerer ist als normales Meerwasser, kann diese Sole in Vertiefungen am Meeresboden laufen und dort Salztümpel (englisch: brine pools) bilden. Im Golf von Mexiko gibt es mehrere derartige Salztümpel. Ihr Chemismus ist noch nicht endgültig erforscht. Am Rande einiger Salztümpel leben Muscheln mit methanliebenden Bakterien zusammen, falls die Sole mit Methan angereichert ist.

### Gas- und Öl-Lagerstätten
Manchmal können als Nebenprodukt der Erdgas- oder Erdölförderung Cold Seeps entstehen. Sie werden deshalb auf Englisch Oil-Field Brines genannt.